# Centre obstétrico-pédiatrique de Bréquigny
Le centre obstétrico-pédiatrique de Bréquigny est un établissement de santé privé spécialisé dans l'obstétrique, situé à Rennes en Bretagne, actif de 1977 à 2003.

## Histoire
Le quartier Bréquigny, situé au sud-ouest de la ville de Rennes, en Bretagne, est aménagé dans les années 1960 dans un contexte de croissance démographique et d'urbanisation. L'urbanisme fonctionnaliste et l'architecture des grands ensembles permettent de répondre aux besoins en logements et en équipements. L'ilôt H, construit entre 1969 et 1971, compte 920 logements, et en son centre, une zone d'activités où sont édifiées l'église Saint-Marcel et une clinique spécialisée dans l'obstétrique, adressée au 2, avenue d'Irlande.
Dans les années 1960, des accouchements étaient pratiqués à la clinique des Berceaux, située quai Saint-Cast, et à l'ancienne clinique Saint-Vincent rue Jean-Macé. Ces deux établissements sont remplacés par la nouvelle clinique de Bréquigny.
Le nouvel établissement, nommé centre obstétrico-pédiatrique de Bréquigny, ouvre le 1er janvier 1977. Sa création est à l'initiative de Léon Faure (1928-2020), époux de Martine Faure, sage-femme et gérante de la clinique des Berceaux, et lui-même médecin gynécologue. La clinique compte quatre médecins à ses débuts, les docteurs Mafféis, Bouchez, Pelard et Faure. Elle contribue à la modernisation de l'offre de soins obstétriques, réalisant les premières échographies prénatales à Rennes.
En 1996, la clinique de Bréquigny est vendue au groupe Cliniques Privées Associées. Celui-ci, créé trois ans plus tôt à Rennes, était né de la fusion entre les directions de la clinique Saint-Vincent et de la clinique Volney.
Les Cliniques Privées Associées décident de regrouper leurs trois établissements rennais sur le site de la clinique Saint-Vincent, à Saint-Grégoire, commune située au nord de Rennes. Le chantier commence en 2002. Le nouveau centre hospitalier privé de Saint-Grégoire ouvre progressivement au cours de l'année 2004 et est inauguré en septembre. Le centre obstétrico-pédiatrique de Bréquigny ferme le 31 décembre 2003 à la suite du transfert de son activité.
Le bâtiment est reconverti en centre médical accueillant plusieurs praticiens.